# Отабеков Жонібек Нурбекович
Жонібек  Нурбекович Отабеков (узб. Жонибек Нурбекович Отабеков, Jonibek Nurbekovich Otabekov; нар. 22 січня 1994, Карші, Кашкадар'їнська область) — узбецький борець греко-римського стилю, бронзовий призер чемпіонату світу, бронзовий призер чемпіонату Азії.

## Життєпис
У 2013 році став бронзовим призером чемпіонату Азії серед юніорів.
Закінчив Каршинську філію Ташкентського університету інформаційних технологій.

## Спортивні результати на міжнародних змаганнях

### Виступи на Чемпіонатах світу
| Змагання                        | Збірна     | Вагова категорія                 | Місце  |
| ------------------------------- | ---------- | -------------------------------- | ------ |
| Чемпіонат світу з боротьби 2016 | Узбекистан | греко-римська боротьба, до 80 кг | Бронза |

### Виступи на Чемпіонатах Азії
| Змагання                       | Збірна     | Вагова категорія                 | Місце  |
| ------------------------------ | ---------- | -------------------------------- | ------ |
| Чемпіонат Азії з боротьби 2015 | Узбекистан | греко-римська боротьба, до 80 кг | Бронза |
| Чемпіонат Азії з боротьби 2016 | Узбекистан | греко-римська боротьба, до 80 кг | 5      |
| Чемпіонат Азії з боротьби 2017 | Узбекистан | греко-римська боротьба, до 80 кг | 7      |

### Виступи на інших змаганнях
| Змагання                                    | Збірна     | Вагова категорія                 | Місце  |
| ------------------------------------------- | ---------- | -------------------------------- | ------ |
| Турнір Івана Піддубного 2014                | Узбекистан | греко-римська боротьба, до 80 кг | 19     |
| Меморіал Олега Караваєва 2014               | Узбекистан | греко-римська боротьба, до 80 кг | 5      |
| Турнір Вехбі Емре і Гаміта Каплана 2015     | Узбекистан | греко-римська боротьба, до 80 кг | 10     |
| Кубок Президента Казахстану з боротьби 2015 | Узбекистан | греко-римська боротьба, до 80 кг | Бронза |
| Золотий Гран-прі з боротьби 2015            | Узбекистан | греко-римська боротьба, до 80 кг | 9      |
| Турнір Вехбі Емре і Гаміта Каплана 2017     | Узбекистан | греко-римська боротьба, до 80 кг | 11     |
| Ігри ісламської солідарності 2017           | Узбекистан | греко-римська боротьба, до 80 кг | 7      |
| Меморіал Олега Караваєва 2017               | Узбекистан | команда                          | 5      |

### Виступи на змаганнях молодших вікових груп
| Чемпіонат Азії з боротьби серед юніорів 2013 | Узбекистан | греко-римська боротьба, до 84 кг | Бронза |